# Sonia Gardner
Sonia Esther Gardner (nata Lasry) (Marrakech, 16 febbraio 1962) è un'imprenditrice e manager statunitense, co-fondatrice di Avenue Capital Group, un hedge fund..
Nel 2022 il suo patrimonio personale era stimato in 350 milioni di dollari.

## Biografia
Sonia, nata nel febbraio 1982 da una famiglia ebrea a Marrakech, in Marocco, è immigrata con la sua famiglia negli Stati Uniti nel 1966 all'età di quattro anni. Suo padre era un programmatore di computer e sua madre un'insegnante. È cresciuta a West Hartford, nel Connecticut, con suo fratello Marc Lasry e la sorella Ruth Lasry.  Gardner si è laureata con lode in Filosofia presso la Clark University nel 1983 e un JD presso la Cardozo School of Law nel 1986.

## Carriera
Gardner ha iniziato la sua carriera come procuratore senior del dipartimento fallimenti e riorganizzazione aziendale presso Cowen and Company. Nel 1989, ha fondato, insieme a suo fratello Marc, la società di intermediazione creditizia Amroc Investments. Nel 1990 i due fondarono una società di intermediazione del debito con lei nel ruolo di Senior Portfolio Manager. Gardner e suo fratello hanno costituito Avenue Capital Group nel 1995.
Nel 2008, Gardner ha ricevuto il premio Industry Leadership Award 2008 delle 100 donne negli hedge fund. Nel 2010 e nel 2011, The Hedge Fund Journal l'ha inclusa nella lista delle 50 migliori donne operanti nel settore degli hedge fund. Nel gennaio 2011 Gardner ha suonato la campana di chiusura del mercato azionario per celebrare il decimo anniversario delle “100 donne negli hedge fund”. Nel 2012, è stata elencata nel libro The Alpha Masters: Unlocking the Genius of the World's Top Hedge Funds. Nel marzo 2013, Business Insider l'ha inclusa nella lista delle 25 donne più potenti di Wall Street.  Gardner ha suonato la campana di chiusura al NYSE il 25 agosto 2015, a nome delle “100 Women in Hedge Funds”.  Nel dicembre 2015, le 100 donne degli hedge fund hanno annunciato l'elezione della nuova leadership del consiglio di amministrazione della Global Association per il 2016 con lei nel ruolo di presidente.
Attualmente è nel Fondo delle Nazioni Unite per lo sviluppo del capitale (UNCDF), ambasciatrice di buona volontà per l'uguaglianza di genere nell'accesso ai finanziamenti Nel suo ruolo, si concentrerà sulla promozione di modalità per garantire alle donne l’accesso alle risorse economiche per avviare e far crescere imprese, far uscire le loro famiglie dalla povertà e contribuire a raggiungere gli obiettivi di sviluppo sostenibile.
Gardner fa parte del Consiglio di amministrazione di 100 Women in Hedge Funds.  È anche membro del consiglio di amministrazione del Mount Sinai Medical Center. Gardner era in precedenza nel consiglio di amministrazione dell'organizzazione no-profit "Her Justice", che aiuta le vittime di violenza domestica.  Ha fatto parte anche del consiglio di amministrazione della Managed Funds Association (MFA) e del suo comitato esecutivo. Nel novembre 2017, Gardner ha ricevuto il premio Pioneer per la Giornata dell'imprenditorialità femminile presso le Nazioni Unite a New York.

## Vita privata
Sonia Gardner è divorziata e ha due figli.